# Palacete Augusto Montenegro
O Palacete Augusto Montenegro é um edifício histórico brasileiro localizado no município de Belém do Pará e que abriga atualmente o Museu da Universidade Federal do Pará.

## Histórico
construído em 1903 com projeto do engenheiro italiano Filinto Santoro (graduado pela Real Academia de Nápoles), baseado na arquitetura eclética, para ser a residência particular do então governador do Pará Augusto Montenegro, que posteriormente abrigou a elite política e social. O engenheiro tinha extensa carreira no Brasil, com obras no Rio de Janeiro, Vitória e Manaus quando, no início do século XX passa a trabalhar em Belém. Suas obras na cidade incluem o Mercado de São Braz, a sede do jornal A Província do Pará, o colégio Gentil Bittencourt, várias residências de políticos e membros da elite regional.
O governador Augusto Montenegro ocupou a casa até 1909 quando, após o término de seu mandato, se retirou para a Europa. Depois disso a casa pertenceu sucessivamente a famílias tradicionais na região como as Cardoso, Faciola e Chamiê. Em 1962 foi adquirida pela Universidade Federal do Pará sendo transformada para receber a Reitoria da mesma e depois de 1983, o Museu da UFPA.
Durante este longo período, 1909-1983, a casa foi sendo desfigurada e perdeu grande parte de sua decoração original. Foram retirados os móveis, luminárias, azulejos, mármores de revestimentos e alguns pisos de madeira. As pinturas parietais, marmorizadas ou florais, foram encobertas por tintas em cores neutras e as esquadrias, que eram em madeira natural, receberam pintura em cor branca assim como foram pintadas as "boiseries" que faziam parte da decoração de todas as salas da casa.
O Museu foi dirigido pelos professores: Jane Beltrão, Geraldo Mártires Coelho, João Mercês, Vicente Salles e Lúcia Couceiro, até a virada do século XXI, tendo tido variados direcionamentos de galeria de arte a centro de documentação. Em 2003 assume Jussara Derenji.
O prédio e a instituição chegaram aos anos 2000 em péssimo estado de conservação e não tendo condições mínimas de funcionamento.
Durante um longo período entre os anos 1990 e início dos anos 2000 o palacete sofreu inúmeras perdas em sua arquitetura por falta de recursos financeiros a sua manutenção. O museu neste período já se encontrava em péssimas condições de conservação. Em 2003 o palacete Augusto Montenegro é tombado pelo Governo do Estado do Pará enquanto Patrimônio Histórico e, no mesmo ano, assume enquanto diretora do MUFPA a professora e arquiteta Jussara Derenji.
No fim do século XX o prédio encontrava-se em avançado estado de deterioração e sem as mínimas condições de funcionamento.

## O edifício
O museu conta com duas salas de exposição de memória da UFPA, onde podem ser encontrados livros, comendas, fotos, documentos que contam parte da sua história. Uma biblioteca com fonte de pesquisa sobre artes visuais, folclore, música,cultura afro-brasileira, história, teatro e literatura, tendo sob sua guarda a Coleção Vicente Salles, que forma um verdadeiro painel do cotidiano amazônico do final do século XIX.
O museu foi criado na década de 1980 para identificar, difundir, preservar e valorizar a produção artística regional e nacional. O prédio escolhido para sediá-lo demonstrava uma rara atenção á arquitetura eclética que surgira na Amazônia como uma das mais importantes decorrências do chamado ciclo da borracha. Tendo como primeiro ocupante o governador Augusto Montenegro, de quem adquiriu o nome pelo qual se tornou conhecido: Palacete Montenegro, o edifício foi projetado pelo engenheiro Filinto Santoro por encomenda do próprio governador.
Formado em Nápoles, o projetista buscou referências no renascimento italiano e importou, exclusivamente de seu país de origem, os materiais para a execução da obra. Pode-se supor que tenha empregado predominantemente operários italianos como era sua praxe de trabalho no Brasil.
As grades, do gradil externo e das esquadrias, elementos decorativos e luminárias externas foram trazidas de Milão, os mármores são também italianos, inclusive o dos capitéis das fachadas. Alguns elementos decorativos das fachadas, "putti", leões e florões em massa, podem ter sido executados no local, porém certamente com moldes ou desenhos de projeto.
Os forros são em madeira ou metal. Os de madeira receberam elaboradas composições na própria madeira ou em pinturas decorativas como as de “grotesco” na sala de visitas do andar principal. Os metálicos são compostos por chapas prensadas e pintadas, o da sala de jantar em petit bronze e o do gabinete do governador em meticulosa pintura decorativa.
As paredes foram decoradas em diversos motivos, na parte superior mais simples, listas ou florais, no pavimento térreo numa exuberância de motivos executados com moldes. Na sala de visitas são flores e pavões em dourado e vermelho, na sala de jantar pintura marmorizada. Um caso excepcional é o arco divisório entre as salas de visita e de jantar. Duas colunas sustentam o arco duplo que tem um escudo central com as iniciais do governador. Nas laterais ramos de café e de cacau, riquezas do Pará no período colonial.
Os pisos são em madeiras regionais, assim como as "boiseries" que substituem os rodapés de acabamento. O desenho de cada sala é diferente dos das anteriores e elaborado segundo a importância do ambiente onde se situa. Diferem os pisos do hall de entrada, em mosaico genovês, e os das varandas que são em ladrilhos hidráulicos do início do século XX. Notáveis, ainda, as referências à flor de lis, símbolo da França, que existem nos capitéis, e nos vidros decorados externos e internos demonstrando o apego do governador  àquele país onde viveu como adido cultural do Brasil. As ferragens são em bronze e algumas portas tem maçanetas em desenho art-nouveau.
Das luminárias originais pouco se preservou, porém, permanecem oito apliques em prata assinados e referenciados pela empresa alemã WF. A escada, cujo arranque é em faixas de madeira encaixada, tem uma curva sinuosa formando um dos pontos mais atrativos do Museu. O sistema construtivo, usando arcos em metal e tijolo é considerado inovador para a época e até hoje chama a atenção dos técnicos de engenharia que visitam o prédio.
Não foram conservados os banheiros, em mármores italianos, ou as áreas de serviço das quais pouco se sabe.
O jardim foi incorporado ao conjunto nos anos 1948-50. A família que ocupava o prédio nessa fase comprou seis residências que eram situadas na avenida Generalíssimo Deodoro e as demoliu para construir um jardim de gosto neoclássico com caramanchões, estátuas em massa de origem belga e um chafariz central no qual usaram como peça central um elemento de origem francesa.
Nos anos 60 a residência foi comprada pela Universidade Federal do Pará para ser a sede da reitoria. Foi então reformada e, sendo o período da ditadura militar, foi despojado da maioria dos detalhes decorativos considerados inadequados a um prédio de uso oficial. Em 1982 a reitoria deslocou-se para o Campus e o prédio foi destinado ao Museu da UFPA criado em 1983 e instalado em 1985.
Não foi previsto um acervo próprio e em consequência o Museu não possuía reserva técnica nem verba para adquirir obras. O prédio e a instituição chegaram aos anos 2000 em péssimo estado de conservação e não tendo condições mínimas de funcionamento.

### Restauração e readequação no inicio do século XXI
A primeira providencia visando a recuperação física do prédio e funcional do Museu foi o pedido de tombamento do Palacete Augusto Montenegro pela sua importância histórica, artística e cultural. O tombamento foi concedido em dezembro de 2002.
Foram iniciados então os estudos para o projeto de restauro que teve como diretrizes a recuperação das características originais da casa e a adequação aos usos de um museu contemporâneo. Foram seguidas as Normas Internacionais de restauro e buscou-se uma releitura de seus espaços na qual fossem mantidas as referências essenciais e relatadas as mudanças que sofrera. A adaptação das instalações para uso museológico visou transformar o museu em campo de estudo e aprendizado adequando-se ao perfil de uma instituição universitária.

### Processo de restauro
A casa não tinha plantas nem desenhos originais e os relatos orais eram pouco consistentes no que se refere aos usos e á decoração dos vários períodos de ocupação do imóvel. Quanto ao jardim sabia-se que fora incorporado á casa depois de 1948 quando tinham sido derrubadas seis casas que existiam no terreno da avenida Generalíssimo Deodoro. Foram feitas logo no início do processo de projeto prospecções internas e externas buscando vestígios de pinturas e de ocupações anteriores. No caso das pinturas os restauradores encontraram de dez a doze camadas de tintas, algumas delas com desenhos em moldes, sobre a pintura existente no período e foram estudadas as alternativas de restauração, repintura ou manutenção de “janelas ” ilustrativas do processo de pesquisa. No jardim as prospecções revelaram mais de 2000 objetos e fragmentos de louça, vidro, cerâmica e outros materiais que passaram a fazer parte do acervo no Museu. As cores externas foram quase integralmente recuperadas, não foi possível apenas restaurar o trabalho de marmorização da base almofadada do qual restavam poucos vestígios.
Internamente optou-se por janelas ilustrativas das diversas repinturas e pela restauração integral da antiga sala de trabalho do governador nos seu forro, paredes e desenho dos pisos. A recuperação das características originais do forro da sala que fora a de jantar, do arco de transição entre esta e a sala de visitas, e a retirada da tinta sobre as madeiras e ferragens das esquadrias foram também integrais. 
Foram respeitados os limites impostos por reformas anteriores que haviam eliminado revestimentos, pinturas e elementos originais da casa.

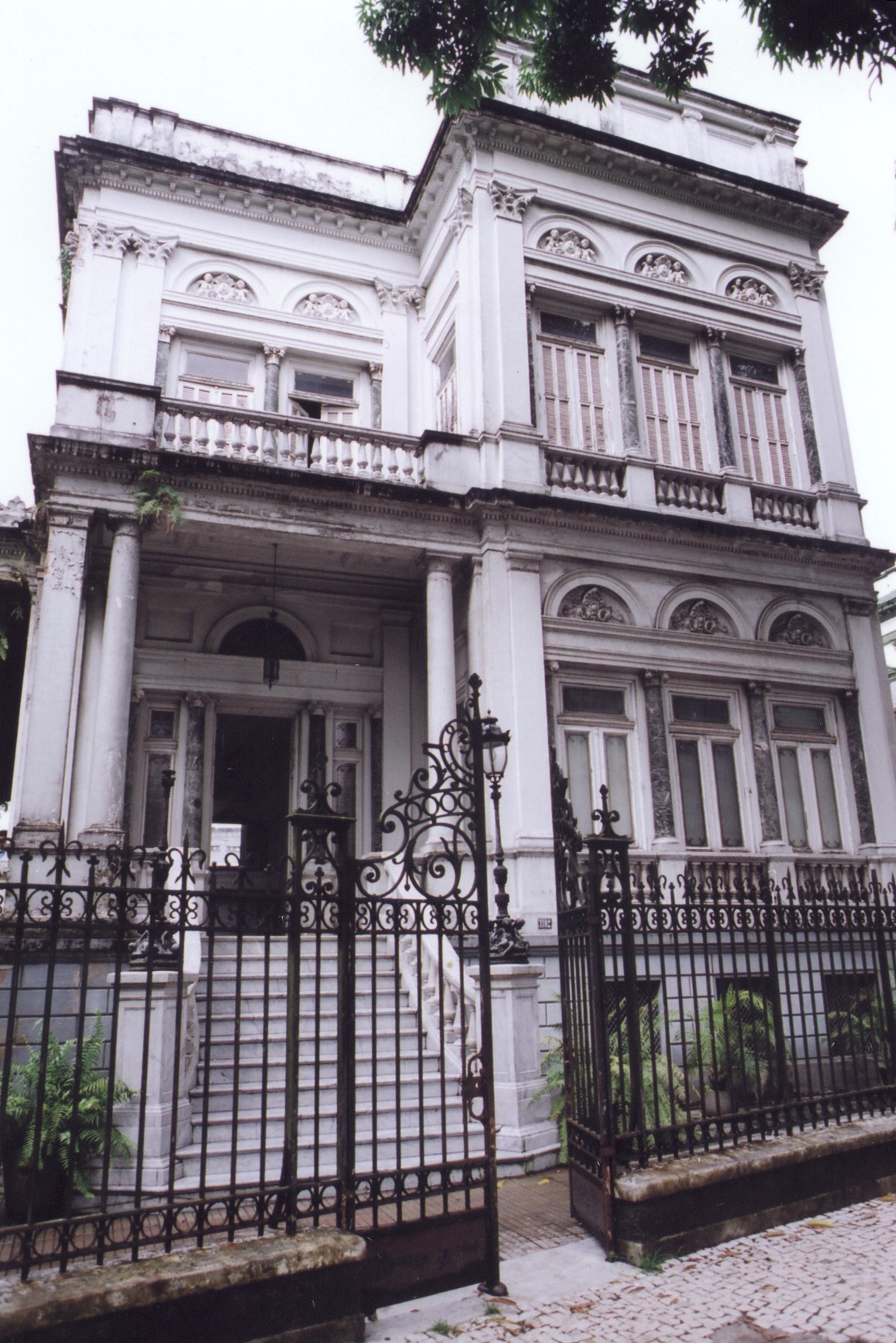
Fachada no início do processo de restauro em 2004

A adaptabilidade ás novas funções incluiu o acesso de portadores de necessidades especiais, por rampa adequada e a criação de banheiros adaptados aos mesmos. O elevador, que foi instalado sem nenhum prejuízo ás características do prédio, permite o acesso democrático a todo o museu.

### Fase de recuperação
Em 2002 o Museu foi tombado a pedido da UFPA, pela Secretaria de Estado de Cultura como patrimônio de interesse á preservação. Em 2004 começaram as obras de restauro e readequação que tiveram apoio da Vale do Rio Doce, Banco do Brasil, Basa e do MEC. Essas obras terminaram no ano de 2007 quando se começou a construir o novo anexo permitindo que a administração pudesse transferir-se e  o Museu recebesse sua primeira reserva técnica. O prédio sede ficou, a partir daí, reservado para atividades museológicas, de pesquisa, extensão e biblioteca.
De 2003 até a atualidade, além de ter sido modernizado e ter seu pessoal treinado para funções específicas, o Museu da UFPA aumentou seu acervo de 257 para 3000 peças, por compras e doações, e organizou-se em torno de uma Associação de Amigos, passando de um 400 pessoas/ano a 7000 visitantes/ano. Recebe anualmente dois eventos da maior importância regional e nacional : o Salão Arte Pará em outubro/novembro e o Premio Diário de Fotografia Contemporânea em abril/maio. Além destes eventos fixos, recebe exposições nacionais como as do Itaú Cultural e estrangeiras como a da Fundação Pierre Verger Espanha.